# Rudolf (film)
Rudolf (v originále Rudolph the Red-Nosed Reindeer: The Movie) je americký animovaný film od studia GoodTimes Entertainment z roku 1998. Jeho hlavní postavou je sob Rudolf s červeným nosem, který se poprvé objevil už v roce 1939 a jehož autorem byl americký spisovatel Robert L. May. Nejde však o první film s Rudolfem, ale o čtvrtý. První film se objevil už v roce 1944, druhý pak v roce 1964 a třetí v roce 1979. Ani jeden ze snímků však neměl v České republice premiéru. Režie a produkce se ujal William R. Kowalchuk. Film měl premiéru 16. října 1998, trvá 86 minut a za svojí existence vydělal 10 milionů dolarů. Byl distribuován na VHS a DVD.
Zajímavost: Jen dva týdny před prémiérou filmu zemřel autor písně "Rudolph: the red-nosed reindeer" Gene Autry.

## Děj
Jedné noci poletují čtyři skřítci polární záře nad Severním pólem a vyvolávají světelnou show, aby oslavily zvláštní příležitost. Takto přelétají i nad Santovou dílnou, kde to vidí Santa Claus a jeho žena paní Clausová. Za chvíli doletí do Santovy vesničky do Blišounova (Blitzen) domu, kde se Plišounovi a jeho přítelkyni Mitzi právě narodil syn Rudolf. Když se učí chodit, podlomí se Rudolfovi noha, zakutálí se do kupky sena, tam kýchne a poprvé se mu rozsvítí jeho červený nos. Ráno už umí Rudolf chodit a se svými rodiči poznává vesničku. O chvíli později potkají Rudolfovy strýčky Šviháka (Dasher), Cometa a Cupida. Plišoun nejdřív raději Rudolfa pro jeho nos schová, ale po chvíli jim ho nakonec ukáže. A právě tehdy se jeho nos rozsvítí znovu, tentokrát ale i před očima několika obyvatel vesničky. Následuje písnička What About His Nose (On má moc divný nos). Mezitím elfové Doogle a Boone vyzvednou poštu pro Santa Clause a projíždějí přes Stormellin most. Na něm se ale dostanou do smyku a najedou do ledového sousoší zimní královny Stormelly. Z místa nehody rychle utečou. Rudolf zatím poznává i továrnu na hračky (zazní písnička Cristmas Town (Kdo město zná), když se náhle rozletí vrata a vstoupí Stormella, která chce náhradu za svoje zničené sousoší. Vybere si elfy Doogla a Boona, a když je Santa nechce vydat, uzavírá svůj ledový most veřejnosti s tím, že jestli ho někdo přejde, pošle na Severní pól vánici. Odchází a odjíždí na svůj ledový zámek.
Uběhne rok a Rudolf jde poprvé do školy, kde je jeho vyučující paní Prancerová (Mrs. Prancer) a kde se také poprvé setká se svojí budoucí přítelkyní Zoey a se svým arogantním bratrancem Arrowem. Paní Prancerová se začíná ptát na otázky, jako první je vyvolaná Zoey. Na druhou otázku odpoví Rudolf, ale zapomene se přihlásit, za což ho paní Prancerová pokárá. Arrow řekne, že se narodil, aby se stal Santovým pomocníkem, na což začne reagovat celá třída. Zareaguje i Rudolf, ale Arrow se mu vysměje argumentem, že "S tímhle čumákem asi těžko". Celá třída se začne smát. Nešťastný Rudolf nátlak nevydrží a s brekem uteče. Po cestě ho zahlédne Santa a rozveselí ho písničkou Santa's Family (Každý z nás by byl sám). Večer se jde Rudolf se svoji matkou Mitzi podívat na start Santova spřežení (písnička Wonderful Christmas Time  od Paula McCartneyho tvoří zvukový podkres). Po něm pronáší monolog, ve kterém se mimo jiné zmíní i o Zoey jako o "lani svých snů", a který Zoey zrovna odposlouchávala. Pod jmelím se od něj chce nechat políbít, když je náhle přeruší Arrow. Zoey s ním odejde a Rudolf z toho není rád. Když se ale na něj Zoey ohlédne, Rudolfovi dojde, že se jí líbí.

Přejde další rok a jsou tu Sobí hry (Junior Reindeer Games). Rudolf si ještě chvíli před závodem povídá se Zoey, která mu pro štěstí daruje svůj přívěsek. Je tu start a Rudolf s Arrowem soupeří o první místo. Jednotliví závodníci postupně vypadávají. Arrow však Rudolfa vyprovokuje natolik, že se opět rozsvítí jeho nos a oslní tím Arrowa, který se vybourá. První je v cíli Rudolf, ale rozhodčí ho za hromadnou nehodu způsobenou červeným nosem diskvalifikuje. Závod tak vyhraje Arrow. To přivádí k zuřivosti jak Blišouna, tak Zoey, která se posléze rozejde s Arrowem za jeho podvádění a arogantnost. Rudolf odposlouchává svého tátu dohadovat se s rozhodčím o tom, že "Ten jeho nos, to bylo neštěstí", ale rozhodčí je neoblomný. Rudolf si myslí, že se za něj táta stydí, a rozhodne se utéct z domova. Sbalí si s sebou fotku svých rodičů, plyšového medvídka a přívěsek darovaný od Zoey. Zazní písnička Show Me The Light (Duhová zář). Víly polární záře posvítí Rudolfovi na prázdnou jeskyni, ve které se chystá spát. A tehdy do příběhu vstoupí polární lišák Slyly, který na Rudolfa zaútočí. Rudolf se ubrání a posléze se z nich stanou přátelé. Je tu další písnička It Could Always Be Worse. (Nikdy není tak špatně, aby nebylo hůř) Mezitím v Santově vesničce hledají Plišoun a Mitzi Rudolfa a najdou jeho dopis na rozloučenou. Náhle zaklepe na vrata Zoey a ptá se na Rudolfa, načež se Mitzi rozbrečí. Plišoun řekne Zoey, že Rudolf utekl a zavře vrata. Zoufalá Zoe se proto vydává Rudolfa najít a troufne si přejít i přes uzavřený Stormellin most, jenže jí Stormella uvidí v křišťálové kouli, chytne jí a uvězní. O Rudolfově a Zoeyně útěku se dozvídá Santa a pošle svoje elfy Doogla a Boona, aby je našli. Slyly zatím tvrdě probudí spícího Rudolfa a oba utíkají z jeskyně, kterou těsně poté zasypala lavina, a tak se rozhodnou hledat další. Najdou jednu, která je luxusně vybavená, a tak se rozhodnou zůstat. Po chvíli je objeví lední medvěd Leonard, kterého Slyly hravě převeze a jeskyni zabere. Ale jen na pár chvilek. Leonard trik totiž prokoukne. Situaci zachraňuje Rudolf, který poví pravdu. Leonard se tak stane jejich novým přítelem. 'Když všichni spí, Rudolfovi se zdá sen, ve kterém se přehrají všechny špatné chvíle a posměchy z dětství. Probudí se a vyjde ven, kde potká skřítky polární záře Auroru, Jiskru, Třpytku a Mžitku. Řeknou mu, že je Zoe uvězněna ve Stormellině ledovém zámku a  že jen on jí múže zachránit díky svému zářícímu nosu. Naučí Rudolfa ovládat jeho světlo. Rudolf všechny probudí a vydávají se Zoe na pomoc. Slyly zůstává pozadu, zatímco Rudolf a Leonard vstoupí do zámku. Zoe najdou, ale objeví se problém. Stormella totiž uvězní i je. Zazní písnička I Hate Santa Claus (Ať vezme ďas jméno Santa Claus). Stormella dodrží slib a rozpoutá sněhovou vánici, potom jde spát. Zoey poví Rudolfovi, co k němu cítí a dostane se k nim Slyly, kterého pošlou pro klíč od cely. Slyly je osvobodí. Utéct z cely se jim sice povede, ale Stormella je přistihne a jen taktak na ně nepošle svoje vlky. Chce je zmrazit a jako první se rozhoduje pro Zoey. To vytočí Rudolfa a ten začne Zoey bránit a použije svoje světlo jako zbraň. To Stormellu oslní a ona přepadne před okraj skály, přitom se zachytí jejího okraje. Rudolf a ostatní ji nakonec společnými silami vytáhnou zpátky. Za to mu Stormella nabídne, že si může přát, co chce, ale jen jednou. Přestože mu nabízí normální nos, Rudolf si přeje, aby byla Stormella dobrosrdečná. Rudolf, Zoey, Slyly a Leonard se poté vracejí do Santovy vesničky. Po cestě je potkají elfové Doogle a Boone, kteří je odvezou domů. Ve vesničce už chce Santa z důvodu sněhové vánice zrušit start spřežení, které rozváží dárky. Doogle a Boone zatím všechny přivezou. A právě tehdy Santu onen nápad připojit Rudolfa do jeho spřežení. Následuje písnička We Can Make It (Síla přání) start a průlet hustou mlhou, což se povede. Další den ráno spřežení přistane. Stormella dostane jako dárek od Santy Clause vlastní ledovou sochu s Leonardovou šálou. Následuje písnička Rudolph The Red-Nosed Reindeer (Rudolf s červeným nosem) a pak už jen nápis "THE END".

## Obsazení
| Postava                | Anglický dabing           | Český dabing       |
| ---------------------- | ------------------------- | ------------------ |
| Starší Rudolf          | Kathleen Barr             | Michal Michálek    |
| Rudolf (zpěv)          | Michael Lloyd             | Michal Michálek    |
| mladý Rudolf           | Eric Pospisil             | Radka Malá         |
| Starší Zoey            | Myriam Sirois             | Kristína Jelínková |
| Mladá Zoey             | Vannesa Morley            | Kristína Jelínková |
| Zoey (zpěv)            | Debbie Lytton             | Kristína Jelínková |
| Starší Arrow           | Matt Hill                 | Radovan Vaculík    |
| Dárce (Donner)         | Matt Hill                 | Radovan Vaculík    |
| Mladý Arrow            | Christopher Gray          | Radovan Vaculík    |
| Švihák (Dasher)        | Paul Dobson               | Radovan Vaculík    |
| Tanečník (Dancer)      | Terry Klassen             | Radovan Vaculík    |
| Skokan (Prancer)       | Alec Willows              | Radovan Vaculík    |
| Doogle                 | Alec Willows              | Radovan Vaculík    |
| Lišák, Liška (Vixen)   | Lee Tocker                | Radovan Vaculík    |
| Comet                  | Colin Murdock             | Radovan Vaculík    |
| Cupid                  | David Kaye                | Radovan Vaculík    |
| Mitzi                  | Debbie Reynolds           | Zuzana Skalická    |
| Paní Clausová          | Debbie Reynolds           | Zuzana Skalická    |
| Paní Prancerová        | Debbie Reynolds           |                    |
| Blišoun (Blitzen)      | Garry Chalk               | Zbyšek Pantůček    |
| Santa Claus            | John Goodman              | Karel Gult         |
| Ridley                 | Lee Tocker                | Bohdan Tůma        |
| Slyly                  | Eric Idle                 | Bohdan Tůma        |
| Stormella              | Whoopi Goldberg           | Hana Talpová       |
| Stormella (zpěv)       | Carmen Twillie            | Hana Talpová       |
| Leonard                | Bob Newhart               | Jiří Zavřel        |
| Víla Aurora            | Elizabeth Carol Savenkoff | Tereza Chudobová   |
| Víla Sparkle (Třpytka) | Cathy Weseluck            |                    |
| Boone                  | Richard Simmons           |                    |
| A další...             |                           |                    |

Nerařazení dabéři: Helena Dytrtová, Martin Kolár, Lucie Kožinová, Pavlína Dytrtová, Bedřich Šetena.

## Knížky
Na motivy filmu ale i mimo něj vyšly i 2 knížky:
"Rudolph the Red-Nosed Reindeer: A Retelling of the New Animated Movie", která byla napsána podle filmového děje a
"Rudolph Save the Sprites", která byla vydána jako pokračování a vypráví o tom, jak Rudolf a Zoey hledají a zachraňují víly Polární záře.